# Source Serif
 Source Serif Pro es una tipografía serif diseñada por Frank Grießhammer para Adobe Systems. Es la tercera familia tipográfica de código abierto de Adobe, distribuida bajo la Licencia SIL Open Font License.
La tipografía está inspirada en las formas tipográficas de Pierre Simon Fournier y es un diseño complementario de la familia tipográfica Source Sans Pro. No solo está disponible en seis pesos (Normal, extra-ligero, ligero, seminegrita, negrita, negra) en estilos romana y cursivas para complementarlos, pero también está disponible como una fuente variable con un rango de peso continuo del 200 al 900.
La primera versión de Source Serif Pro se lanzó en el 2014. La versión 2.0 de la fuente fue lanzada en el 2017 e introdujo soporte para más caracteres latinos, incluido soporte para caracteres cirílicos y griegos. En el 2018, se agregaron cursivas en la versión "2.007R-ro/1.007R-it". En el 2019, se agregaron cursiva para griego y cirílico en la versión "3.000R".